# Parasyntormon emarginatum
Parasyntormon emarginatum är en tvåvingeart som beskrevs av Wheeler 1899. Parasyntormon emarginatum ingår i släktet Parasyntormon och familjen styltflugor.
Artens utbredningsområde är Kalifornien. Inga underarter finns listade i Catalogue of Life.